# Улица Сперанского (Москва)
У́лица Спера́нского — улица в Северном административном округе города Москвы на территории района Аэропорт.

## История
Улица получила своё название 24 августа 1966 года в память об академике А. Д. Сперанском (1887—1961) — учёном-патологе, возглавлявшем Институт общей и экспериментальной патологии, который находился в районе этой улицы.

## Расположение
Улица Сперанского проходит от 1-го Амбулаторного проезда на юго-запад и оканчивается, не доходя до Часовой улицы. Нумерация домов начинается от 1-го Амбулаторного проезда.

## Примечательные здания и сооружения
По чётной стороне:
- д. 6 — жилой дом, единственный дом на улице.

## Транспорт

### Наземный транспорт
По улице Сперанского маршруты наземного общественного городского транспорта не проходят. Юго-западнее улицы, на Часовой улице, расположена остановка «Ленинградский рынок — Кинотеатр „Баку“» автобусов 22к, 105, 105к, 110.

### Метро
- Станция метро «Аэропорт» Замоскворецкой линии — южнее улицы, на Ленинградском проспекте.
- Станция метро «Сокол» Замоскворецкой линии — юго-западнее улицы, на Ленинградском проспекте.

### Железнодорожный транспорт
- Платформа Красный Балтиец Рижского направления Московской железной дороги — северо-западнее улицы, на улице Космонавта Волкова.